# NGC 3764
NGC 3764 (również PGC 35930) – galaktyka znajdująca się w gwiazdozbiorze Lwa. Odkrył ją Heinrich Louis d’Arrest 20 kwietnia 1862 roku.